# Paul Kummer
Paul Kummer (1834–1912) foi uma padre, professor e cientista alemão, conhecido sobretudo pela sua contribuição para a nomenclatura micológica. 
A classificação dos agáricos feita pelo pioneiro da taxonomia dos fungos Elias Magnus Fries designava apenas um pequeno número de géneros incluídos em Agaricus. Estes poucos géneros foram divididos num grande número de tribi ("tribos"). Na sua obra de 1871, Der Führer in die Pilzkunde, Kummer elevou a maioria das tribi de Fries ao estatuto de género, estabelecendo assim os nomes genéricos dos agáricos usados até aos dias de hoje.